# English Heritage
Англійська спадщина (англ. English Heritage, офіційна назва English Heritage Trust) — благодійний фонд у Сполученому Королівстві, під керівництвом якого перебувають близько 400 історичних пам'яток, будівель і місцевостей Англії. 
До 2015 року назва «Англійська спадщина» використовувалася як повсякденна назва британської державної Комісії з історичних будівель і пам'яток Англії (Historic Building and Monuments Commission for England). Комісія була організована відповідно до закону 1983 року. Вона здійснювала управління значущими історичними пам'ятками країни. Утримувала Національний архів пам'яток (National Monuments Record) в Суїндоні і займалася розподілом пам'яток старовини на категорії.
1 квітня 2015 року Комісія була розділена на дві частини: «Історична Англія» (англ. Historic England), яка успадкувала законодавчі та охоронні функції колишньої організації, і новий благодійний «Фонд англійської спадщини» (англ. English Heritage Trust), що керує історичним майном і перейняв повсякденну назву і логотип колишньої організації.
Британський уряд дав новому благодійному фонду грант у £ 80 млн., щоб допомогти встановити його як незалежний фонд, при цьому історичне майно залишається у власності держави.